# Уби
Убите или Убии (Ubii, Ubier) са западногермански народ, който е описан от Юлий Цезар през 55 пр.н.е. като вече цивилизиран.
Убите обитават първо десния бряг на Рейн в Магна Германия срещу треверите и южно от сугамбрите. Тяхната територия е доста обширна – от реките Зиг и Лан до Долен Майн.
Убите са от първите германски племена, които имат оживена търговия с римляните, които им дават синовете си на обучение и се съгласяват да плащат трибути. Освен това дават на римляните помощни войски (особено конница, понеже германците са прочути с конното си изкуство), които те използват, както изисква техният политически девиз „Divide et impera“, да завладяват други германски племена и получават от тях трибути. Това води до завист, недоверие и омраза на другите съседни племена. Затова през 38 пр.н.е. за сигурност Агрипа ги преселва на левия бряг на р. Рейн, по-късната римска провинция Долна Германия.
Левият бряг на Рейн е до времето на император Домициан част от провинцията Галия Белгика. Населяват пространството при Бон и Кьолн, при Аахен на дясно от р. Вурм и долината на р. Ар.
Главно селище на убите става Ара или Опидум Убиорум, което става по-късно от Клавдий на Colonia Claudia Ara Agrippinensium нареченият град Кьолн. След преселването им са познати и като „агрипинензи“ (Agrippinenses).
Убите участват във въстанието на Гай Юлий Цивилис през 69 г. и 70 г. Голяма част от тях се романизира.
Убите секат монети квинар от тип „танцуващо човече“.
Убите се сливат с (рипуарските) Рейн-франки.